# Ducato di Veragua
Il ducato di Veragua fu un feudo territoriale ereditario, creato nel 1537 durante il regno di Carlo I, in una piccola sezione del Governatorato di Veragua. Il primo titolare del Ducato di Veragua fu Luis Colón de Toledo, nipote di Cristoforo Colombo.

## Storia
Il ducato fu assegnato dalla Corona spagnola a Luis Colón de Toledo, insieme al titolo di marchese della Giamaica; in cambio Luis avrebbe rinunciato al titolo di Viceré delle terre scoperte nel Mare Oceano e della relativa rendita del 10% sui guadagni.
Il territorio del ducato di Veragua fu costituito da un quadrato perfetto di 25 leghe, calcolate partendo dall'ovest della foce del fiume Belen, nell'attuale Repubblica di Panama. Secondo tali misure il territorio del ducato arrivò fino all'oceano Pacifico e il governatorato di Veragua, da allora rinominato Veragua Reale, ossia la parte rimasta sotto la giurisdizione spagnola, fu diviso geograficamente.
Il primo duca di Veragua inviò varie spedizioni per rendere effettiva la sua autorità sul territorio, ognuna delle quali risultò fallimentare a causa della resistenza indigena e delle difficoltà topografiche e climatiche. Durante una di queste spedizioni vi fu anche il figlio Luigi Colombo, che venne catturato dagli indigeni.
Nel 1556 il duca Luis Colón de Toledo decise di restituire il ducato alla Corona spagnola, in cambio di una rendita annuale di 17.000 ducati, pagati a lui e ai suoi eredi fino al 1898, e della conservazione del titolo ducale, che ancora oggi conservano. Dopo la morte del Duca le rendite, uffici e titoli nel Nuovo Mondo divennero ereditari.
Nel 1560, il re Filippo II ha eretto sul territorio del ducato la provincia di Veraguas, sotto la giurisdizione della Audiencia di Panama.

## Duchi di Veragua
I Duchi di Veragua si fregiano di discendere da Cristoforo Colombo e sono Grandi di Spagna.
| n°                                | Titolare                                               | Periodo                           |
| Creazione di Filippo II di Spagna | Creazione di Filippo II di Spagna                      | Creazione di Filippo II di Spagna |
| --------------------------------- | ------------------------------------------------------ | --------------------------------- |
| I                                 | Luis Colón de Toledo                                   | 1537–1572                         |
| II                                | Felipa Colón de Toledo                                 | 1572–1577                         |
| III                               | Cristóbal Colón de Cardona                             | 1577–1583                         |
| IV                                | Nuño Colón de Portugal                                 | 1583–1622                         |
| V                                 | Álvaro Colón de Portugal y Espinosa                    | 1622–1636                         |
| VI                                | Pedro Nuño Colón de Portugal y Castro                  | 1636–1673                         |
| VII                               | Pedro Manuel Colón de Portugal y de la Cueva           | 1673–1710                         |
| VIII                              | Pedro Manuel Nuño Colón de Portugal y Ayala            | 1710–1733                         |
| IX                                | Catalina Ventura Colón de Portugal y Ayala             | 1733–1739                         |
| X                                 | Jacobo Francisco Fitz-James Stuart y Colón de Portugal | 1739–1785                         |
| XI                                | Carlos Bernardo Fitz-James Stuart y Silva              | 1785–1787                         |
| XII                               | Mariano Colón de Larreátegui y Ximénez de Embún        | 1787–1821                         |
| XIII                              | Pedro Colón y Ramírez de Baquedano                     | 1821–1866                         |
| XIV                               | Cristóbal Colón y de la Cerda                          | 1866–1910                         |
| XV                                | Cristóbal Colón y Aguilera                             | 1910–1936                         |
| XVI                               | Ramón Colón de Carvajal y Hurtado de Mendoza           | 1936–1941                         |
| XVII                              | Cristóbal Colón de Carvajal y Maroto                   | 1941–1986                         |
| XVIII                             | Cristóbal Colón de Carvajal y Gorosábel                | dal 1986                          |